# نوورایچیخینسک
نوورایچیخینسک (انگلیسی: Novoraychikhinsk) یک شهرک در بخش شهری پروگرس در استان آمور کشور روسیه است.